# G&G Sindikatas
G&G Sindikatas — литовская хип-хоп группа, одна из самых известных хип-хоп групп Прибалтики. Образована в 1996 году. Лауреат многочисленных музыкальных премий, в 2003 году организовала мировой гастрольный тур.

## Состав
- Сварас (Габриэлюс Ляуданскас)
- Кастетас (Каститис Сарницкас)
- Pushaz (Андрюс Глушаковас)
- Дончявас (Донатас Юршенас)
- DJ Mamania (Артурас Маткевичюс)

## Дискография

### Альбомы
- Tavo sielos vagiz... (1999)
- Gatvės lyga (2001)
- Betono džiunglės (2002)
- Betono sakmės (2002)
- Alchemija (2004)
- Išvien (2008)
- Revoliucijos garso takelis (2014)
- Unplugged (2017)
- 99 (2018)

### Синглы
- Betono džiunglėse (2002)
- Muzika, kuri saugo (2005)
- Degantis sniegas (2006)
- Tiems, kas rašo (2007)
- Rodant į dangų (2008)
- Dykuma (2009)
- Sindikato smogikai (2010–2011)
- BestYja (2011)
- Zaibo rykste (2011)
- Laikas keistis (2013)